# حمض الكروموغليسيك
حمض الكروموغليسيك (بالإنجليزية: Cromoglicic acid)‏ هو دواء يُستعمل في علاج ربو، والتهاب الملتحمة، وحساسية الطعام، وكثرة الخلايا البدينة، وداء الأمعاء الالتهابي حسب إدارة الغذاء والدواء الأمريكية.

## دوره
يلعب هذا الدواء دورًا كـ: 
- عامل مناعي  [لغات أخرى]‏[6]